# Крістіан Олівера
Крістіан Олівера (ісп. Cristian Olivera; нар. 17 квітня 2002, Монтевідео) — уругвайський футболіст, нападник американського клубу «Лос-Анджелес» та національної збірної Уругваю. Виступав також за уругвайські клуби «Рентістас», «Пеньяроль» та «Бостон Рівер».

## Клубна кар'єра
Крістіан Олівера народився 2002 року в Монтевідео, та є вихованцем футбольної школи клубу «Рентістас». Професійну футбольну кар'єру розпочав 2019 року в основній команді того ж клубу, в якій грав до 2020 року, взявши участь у 32 матчах чемпіонату. У 2020 році Олівера став гравцем іспанського клубу «Альмерія», проте до основного складу клубу не пробився, і футболіста відправили в ренду на батьківщину до клубу «Пеньяроль». У 2022—2023 роках Олівера грав у складі уругвайського клубу «Бостон Рівер».
З 2023 року Крістіан Олівера став гравцем клубу MLS «Лос-Анджелес». Станом на 29 жовтня 2024 року зіграв за команду з Лос-Анджелеса 35 матчів в регулярному чемпіонаті.

## Виступи за збірні
2019 року Крістіан Олівера дебютував у складі юнацької збірної Уругваю), загалом на юнацькому рівні взяв участь у 8 іграх, відзначившись 3 забитими голами.
У 2023 року Олівера дебютував у складі національної збірної Уругваю. У складі збірної був учасником розіграшу Кубка Америки 2024 року у США, на якому команда здобула бронзові нагороди. Станом на кінець жовтня 2024 року зіграв у складі національної збірної 10 матчів, у яких забитими м'ячами не відзначився.